# Mägdeberg

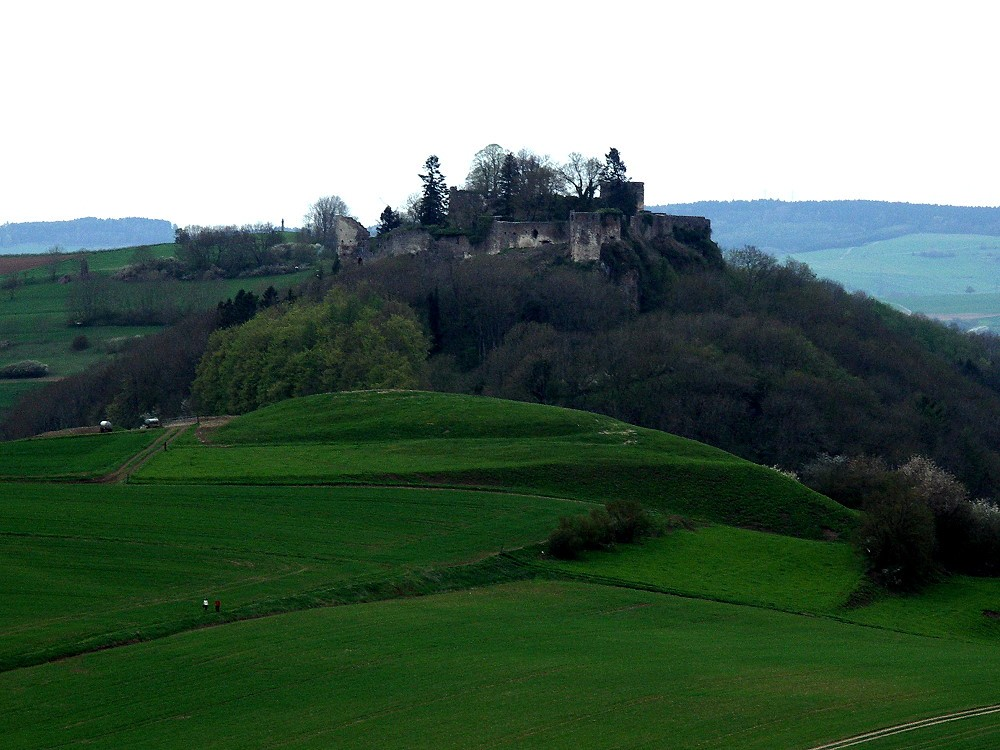
Foto del monte a gran distancia

Mägdeberg es el nombre de un monte de una altura de 664 m s. n. m. en la Hegovia en el suroeste del estado federado alemán Baden-Wurtemberg. Es un volcán extinto. De hallazgos se concluye que ya en la época prehistórica había asentamientos humanos. Durante la época celta existían lugares de culto sobre el Mägdeberg. El castillo del Mägdeberg fue construido alrededor de 1240.